# Пашкевич, Василий Алексеевич
Васи́лий Алексе́евич Пашке́вич (1742, Санкт-Петербург — 26 февраля [9 марта] 1797, Санкт-Петербург) — русский композитор, дирижёр, скрипач, певец и музыкальный педагог, один из создателей русской национальной оперы.

## Биография
О его жизни известно мало и многие факты являются либо гипотетическими, либо опираются на утраченные документы; также не сохранилось портрета, который можно было бы считать достоверным.
Точное время и место рождения композитора остаются неизвестными.
В 1756 г. он поступил на придворную службу, и был причислен к штату капеллы придворной церкви (в школе при Капелле он проходит начальный курс обучения под руководством итальянского композитора Винченцо Манфредини), с 1763 г. начал играть в оркестре «бальной музыки» в качестве скрипача (второй придворный оркестр Екатерины II).
С 14 августа 1773 по 15 октября 1774 года Пашкевич был приглашён преподавать пение в Академию художеств, однако музыка в этом учебном заведении не была приоритетным направлением, поэтому Пашкевич скоро отказался от этой работы.
Композиторскую известность Пашкевич приобрёл после премьеры оперы «Несчастье от кареты». Первый спектакль прошёл 7 ноября 1779 года в одном из залов Эрмитажа и вызвал широкий резонанс. Поэт М. Н. Муравьёв делился своими впечатлениями от премьеры в одном из писем:
Мы забавляемся здесь русскою оперою комическою. Вы не можете представить, с какою общию радостию принято у нас сие рождение нового зрелища: седьмого числа сего месяца дана была в первый раз опера комическая «Несчастие от кареты», сочинение Якова Борисовича [Княжнина]. Господин Пашкевич, сочинитель музыки, был сам действующим лицом на театре.
С 1779 по 1783 год композитор работал в «Вольном театре» К. Книппера. Эта работа позволила ему сотрудничать с выдающимися русскими драматургами Я. Б. Княжниным и М. А. Матинским. Четыре лучшие оперы Пашкевича были связаны с работой в этом театре. Опера «Несчастье от кареты» сразу после премьеры в Эрмитаже была включена в репертуар этого театра, кроме того в нём прошли премьеры опер «Скупой» на либретто Княжнина (1780), «Как поживешь, так и прослывешь, или Санкт-петербургский гостиный двор» (1-я редакция, 1782) «Тунисский паша» (дата премьеры не известна, музыка не сохранилась). Все эти сочинения относятся к жанру комической оперы.
К концу 1780-х годов Пашкевич приобретает значительную известность в придворных кругах. Он пишет оперы на тексты императрицы Екатерины II: «Февей» (1786), «Федул с детьми» (1791, совместно с Мартин-и-Солером). Музыка к представлению «Начальное управление Олега» (1790, совместно с К.Каноббио и Дж. Сарти) была даже издана в виде партитуры. В начале 1790-х годов на придворной сцене была также поставлена опера «Санктпетербургский гостиный двор» во второй редакции.
За десять лет (с 1780 года) в жизни Пашкевича происходит огромный карьерный рост.
23 августа 1783 г. из второго «бального» оркестра его переводят в первый и присваивают звание «камер-музыкант», а в 1789 г. он возвращается во второй оркестр, но уже как руководитель — «концертмейстер бальной музыки» с чином коллежского асессора (из всех композиторов, служивших при русском дворе, только итальянцу Сарти был пожалован такой же чин). Кроме придворной и театральной службы, Василий Пашкевич занимался педагогической деятельностью (предполагается, что одним из его учеников был русский композитор Евстигней Фомин).
До смерти императрицы Екатерины II он продолжал сочинять музыку к придворным увеселениям, но в 1797 году Павел I его уволил с единовременным вознаграждением, то есть без назначения пенсии. 9 марта (20 марта) 1797 г. композитор скончался, оставив вдову с годовалой дочерью.

## Основные произведения

### Оперы
- 1779 — «Несчастье от кареты» (либретто Я. Княжнина)
- 1782 — «Скупой» (либретто Я. Княжнина)
- 1783 — «Тунисский паша» (либретто М. Матинского, опера не сохранилась)
- 1786 — «Февей» (либретто Екатерины II, стихи В. К. Тредиаковского, М. В. Ломоносова и др.)
- 1791 — «Федул с детьми» (либретто Екатерины II , совместно с В. Мартин-и-Солером)
- 1792 — «Как поживёшь, так и прослывёшь» («Санкт-Петербургский гостиный двор», либретто М. Матинского, 1-я редакция 1782 — не сохранилась, 2-я редакция 1792).
- 1795 — «Несчастный в любви подьячий»

### Театральная музыка
- 1780 — «Храм всемирного ликования» (музыка для «театрального фестиваля», совместно с Ф. Торелли и Камаскино)
- 1790 — «Начальное управление Олега» (драматическое представление, совместно с К. Каноббио и Дж. Сарти)
- «Лжец» (музыка к комедии Я. Б. Княжнина).

### Хоровая музыка
- Обедня (не сохранилась)
- Пять 4-голосных духовных концерта «Ныне время явися», «Придите взыдем», «Радуйтеся люди и веселитеся», «Слава в вышних Богу», «Услыши Господи мой глас» (не сохранились)
- 1793 — Хор «Амур и Психея» на стихи Г. Державина

## Музыкальные фрагменты
- Ария из оперы "Скупой", midiо файле
- Терцет из оперы "Скупой", midiо файле